# Ойкю Караель
Ойкю Караель (тур. Öykü Karayel, нар. 21 серпня 1990, Стамбул, Туреччина) — турецька акторка. Українському глядачу відома роллю Дільруби Султан, яку вона зіграла у серіалі Величне століття. Нова володарка.

## Життєпис та кар'єра
Ойкю народилася 1990 року в Стамбулі, закінчила жіночу середню школу «Çemberlitaş». У неї є сестра-близнючка.
Після короткого періоду навчання в «Kenter Theatre» вона вступила на театральний факультет Державної консерваторії Стамбульського університету в 2007 році.
Ще будучи студенткою консерваторії, вона зіграла головну героїню Айше в театрі «Гюзель Шейлер Бізім Тарафта». Її гра у виставі в театрі «Krek» привернула увагу сценариста Ече Йоренча. У той час він шукав нового актора для телесеріалу «Кузей Гюней», і запропонував Караель роль Джемре.
Наприкінці червня 2017 року акторка почала зніматися в серіалі під назвою «Kalp Atışı», в якому зіграла роль Ейлюль Ердем.

## Особисте життя
11 липня 2018 року Караель вийшла заміж за співака Джана Бономо. У пари є син — Роман Бономо (нар. 17 квітня 2021).

## Фільмографія

### Фільми
| Рік      | Назва                | Роль        | Примітка               | Жанр    |
| -------- | -------------------- | ----------- | ---------------------- | ------- |
| 2015 рік | Bulantı              | Асли        | фільм                  | драма   |
| 2015 рік | Dust                 | Азра Назірі | фільм                  |         |
| 2017 рік | İşe Yarar Bir Şey    | Канан       | фільм                  | драма   |
| 2018 рік | Put Şeylere          | Еліф        | фільм                  | фентезі |
| 2021 рік | Dijital Sahne: Martı | Ніна        | короткометражний фільм |         |

### Серіали
| Рік       | Назва                            | Роль            | Примітки       | Жанр                         |
| --------- | -------------------------------- | --------------- | -------------- | ---------------------------- |
| 2008      | Beni Unutma                      | Айгюль          |                | сімейний фільм               |
| 2011–2013 | Kuzey Güney                      | Джемре Чаяк     | головна роль   | драма                        |
| 2014–2015 | Брудні гроші та кохання          | Іпек            | Joined         | драма                        |
| 2016      | Величне століття. Нова володарка | Дільруба Султан | Joined         | історія                      |
| 2017–2018 | Kalp Atışı                       | Ейгюль Ердем    | головна роль   | медична драма                |
| 2018–2019 | Muhteşem İkili                   | Ягмур Булут     | головна роль   | поліцейська тематика         |
| 2019      | Jet Sosyete                      | Сінем           | гостьова роль  | комедія                      |
| 2020      | Ми зустрілися у Стамбулі         | Мер'єм          | головна роль   | драма                        |
| 2021–2022 | Kaderimin Oyunu                  | Асіє Їлмаз      | головна роль   | драма                        |
| 2023      | Kin                              | Нурей Батук     | допоміжна роль | ірландська кримінальна драма |
| 2023–     | Arak/Kara                        | Зейнеп Чинар    | головна роль   | драма                        |

## Театральні ролі
| Рік      | Назва                      | Роль       | Примітки                            |
| -------- | -------------------------- | ---------- | ----------------------------------- |
| 2010 рік | Güzel Şeyler Bizim Tarafta | Айше       | (автор: Беркун Оя )                 |
| 2014 рік | Вбивця Джо                 | Дотті Сміт | (автор: Трейсі Леттс ) тіятро.іН    |
| 2019 рік | Терк                       | Клієнт     | (автор: Мілай Езенгін) Театр Дасдас |

## Нагороди
| Нагороди | Нагороди                                   | Нагороди                          | Нагороди  | Нагороди |
| Рік      | Нагорода                                   | Категорія                         | Результат |          |
| -------- | ------------------------------------------ | --------------------------------- | --------- | -------- |
| 2011     | 16. Sadri Alışık Cinema and Theater Awards | Efes спеціальна нагорода          | Перемога  |          |
| 2011     | Theater Critics Association                | Молодий талант                    | Перемога  |          |
| 2014     | Haydarpaşa High School                     | Найкраща актриса                  | Перемога  |          |
| 2014     | Gecce.com Awards                           | Найкраща турецька актриса         | Номінація |          |
| 2015     | 19. Sadri Alışık Cinema and Theater Awards | Найкраща актриса                  | Перемога  |          |
| 2016     | 53rd Anatalya International Film Festival  | Найкраща актриса                  | Перемога  |          |
| 2017     | 86th Izmir International Film Festival     | Найкраща актриса                  | Перемога  |          |
| 2017     | Malatya International Film Festival        | Найкраща актриса                  | Перемога  |          |
| 2017     | Shanghai International Film Festival       | Найкраща актриса                  | Перемога  |          |
| 2017     | 5th Bosphorus Sinema International         | Найкраща актриса                  | Перемога  |          |
| 2017     | Pantene Altın Kelebek                      | Найкраща пара з Гьокханом Алканом | Перемога  |          |
| 2017     | Kristal Ekran Awards                       | Найкраща актриса                  | Перемога  |          |
| 2017     | Marie Claire Magazine                      | Найкраща пара з Гьокханом Алканом | Перемога  |          |
| 2017     | Turkey Youth Awards                        | Найкраща актриса                  | Перемога  |          |
| 2017     | 20th Hürriyet Awards                       | Найкраща пара з Гьокханом Алканом | Перемога  |          |
| 2017     | KTÜ Media Awards                           | Найкраща актриса                  | Перемога  |          |
| 2017     | Academy Quality Awards                     | Найкраща актриса                  | Перемога  |          |
| 2017     | Televizyon Dizisi.com Awards               | Найкраща актриса                  | Перемога  |          |
| 2017     | ShowTV Yılının Awards                      | Найкраща актриса                  | Перемога  |          |
| 2018     | KTÜ Media Awards                           | Найкраща актриса                  | Перемога  |          |
| 2018     | Sadri Alisik Awards                        | Найкраща актриса                  | Перемога  |          |
| 2018     | Elazığ Sinema Awards                       | Найкраща актриса                  | Перемога  |          |
| 2018     | Flying Broom International Film Festival   | Найкраща актриса                  | Перемога  |          |